# Kaptopril

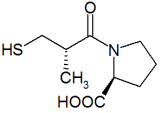
Kemisk struktur för Kaptopril

Kaptopril är den första i klassen ACE-hämmare. Kaptoril används mot hypertension, hjärtsvikt och diabetesnefropati. Kaptopril bygger på den sydamerikanska ormen Bothrops jararacas gift. Kaptopril säljs under namnet Capoten i Sverige.